# 2002-es labdarúgó-világbajnokság (döntő)
A 2002-es labdarúgó-világbajnokság döntőjét a jokohamai International Stadionban, 2002. június 30-án, 20:00-ától játszották. A mérkőzés győztese nyerte a 17. labdarúgó-világbajnokságot. A két csapat Németország és Brazília volt. A két ország válogatottja először találkozott világbajnoki mérkőzésen. A találkozón 2–0-ra a brazilok nyertek. A brazilok mindkét gólját Ronaldo szerezte, a torna gólkirálya is ő lett, 8 találattal.

## Történelmi érdekességek
Brazília lett az első olyan csapat a vb-k történetében, amely egy világbajnokságon mind a hét mérkőzését a rendes játékidőben megnyerte. A korábbi világbajnokságokon 1930-ban Uruguay, 1938-ban Olaszország és 1970-ben a brazil csapat nyert vb-címet 100%-os teljesítménnyel. Azonban 1930-ban és 1938-ban mindössze négy, 1970-ben pedig csak hat mérkőzést kellett nyerni a végső sikerhez. Brazília lett az első ötszörös világbajnok.
A brazilok egymás után harmadszor játszottak vb-döntőt, ez korábban csak az NSZK-nak sikerült 1982–1990 között. A német csapat a negyedik világbajnoki döntőjét vesztette el, ami 2002-ben szintén rekord volt. Brazília és Németország is egyaránt a hetedik vb-döntőjét vívta.
A 2002-es döntő egymásután már a negyedik olyan döntő volt, amelyen legalább az egyik csapat nem szerzett gólt.

## Út a döntőig

### Eredmények
| Csapat       | M | Gy | D | V | G+ | G– | Gk  | P |
| ------------ | - | -- | - | - | -- | -- | --- | - |
| Németország  | 3 | 2  | 1 | 0 | 11 | 1  | +10 | 7 |
| Írország     | 3 | 1  | 2 | 0 | 5  | 2  | +3  | 5 |
| Kamerun      | 3 | 1  | 1 | 1 | 2  | 3  | -1  | 4 |
| Szaúd-Arábia | 3 | 0  | 0 | 3 | 0  | 12 | -12 | 0 |

| Csapat      | M | Gy | D | V | G+ | G– | Gk | P |
| ----------- | - | -- | - | - | -- | -- | -- | - |
| Brazília    | 3 | 3  | 0 | 0 | 11 | 3  | +8 | 9 |
| Törökország | 3 | 1  | 1 | 1 | 5  | 3  | +2 | 4 |
| Costa Rica  | 3 | 1  | 1 | 1 | 5  | 6  | -1 | 4 |
| Kína        | 3 | 0  | 0 | 3 | 0  | 9  | -9 | 0 |

## A mérkőzés
| 2002. június 30. 20:00 (13:00) |

| Németország | 0–2               | Brazília        |
| ----------- | ----------------- | --------------- |
|             | (0–0) Jegyzőkönyv | Ronaldo 67' 79' |

| Nemzetközi Stadion, Jokohama Nézőszám: 69 029 Játékvezető: Pierluigi Collina (olasz) |

| Németország | Brazília |

| TM                   | 13 | Ballack             |    |     |
| KA                   | 1  | Oliver Kahn (csk)   |    |     |
| KV                   | 2  | Thomas Linke        |    |     |
| KV                   | 5  | Carsten Ramelow     |    |     |
| KV                   | 21 | Christoph Metzelder |    |     |
| JKP                  | 22 | Torsten Frings      |    |     |
| KKP                  | 8  | Dietmar Hamann      |    |     |
| KKP                  | 16 | Jens Jeremies       |    | 77' |
| BKP                  | 17 | Marco Bode          |    | 84' |
| TKP                  | 19 | Bernd Schneider     |    |     |
| KCS                  | 11 | Miroslav Klose      | 9' | 74' |
| KCS                  | 7  | Oliver Neuville     |    |     |
| Cserék:              |    |                     |    |     |
| CS                   | 20 | Oliver Bierhoff     |    | 74' |
| CS                   | 14 | Gerald Asamoah      |    | 77' |
| V                    | 6  | Christian Ziege     |    | 84' |
| Szövetségi kapitány: |    |                     |    |     |
| Rudi Völler          |    |                     |    |     |

| KA                   | 1  | Marcos           |    |     |
| KV                   | 3  | Lúcio            |    |     |
| KV                   | 5  | Edmílson         |    |     |
| KV                   | 4  | Roque Júnior     | 6' |     |
| JKP                  | 2  | Cafu (csk)       |    |     |
| KKP                  | 8  | Gilberto Silva   |    |     |
| KKP                  | 15 | Kléberson        |    |     |
| BKP                  | 6  | Roberto Carlos   |    |     |
| TKP                  | 11 | Ronaldinho       |    | 85' |
| KCS                  | 10 | Rivaldo          |    |     |
| KCS                  | 9  | Ronaldo          |    | 90' |
| Cserék:              |    |                  |    |     |
| KP                   | 19 | Juninho Paulista |    | 85' |
| KP                   | 17 | Denílson         |    | 90' |
| Szövetségi kapitány: |    |                  |    |     |
| Luiz Felipe Scolari  |    |                  |    |     |

| A mérkőzés játékosa: Ronaldo (Brazília) Asszisztensek: Leif Lindberg (svéd) Philip Richard Sharp (angol) Negyedik játékvezető: Hugh Dallas (skót) |

| A 2002-es labdarúgó-világbajnokság győztese |
| ------------------------------------------- |
| · Brazília · 5. cím                         |

## Statisztikák
|                   | Németország | Brazília |
| ----------------- | ----------- | -------- |
| Gólok             | 0           | 2        |
| Lövések           | 12          | 9        |
| Kapura lövések    | 4           | 7        |
| Labdabirtoklás    | 57%         | 43%      |
| Szögletek         | 13          | 3        |
| Szabálytalanságok | 21          | 19       |
| Leshelyzetek      | 1           | 0        |
| Sárga lapok       | 1           | 1        |
| Piros lapok       | 0           | 0        |

## Külső hivatkozások
- FIFA.com, a 2002-es labdarúgó-világbajnokság hivatalos oldala Archiválva 2019. február 22-i dátummal a Wayback Machine-ben